# Méthode d'action pour l'intégration des services d'aide et de soin dans le champ de l'autonomie
Pour les articles homonymes, voir Maia.
MAIA signifie méthode d’action pour l’intégration des services d’aide et de soins dans le champ de l’autonomie. Cette méthode vise, en France, à améliorer l’accompagnement des personnes âgées de 60 ans et plus, en perte d'autonomie, afin de favoriser leur maintien à domicile. Les premiers projets de MAIA datent de 2008 et sont issus du Plan Alzheimer 2008-2012.
Pour la personne âgée en perte d'autonomie (en raison parfois d’une maladie neurodégénérative) et pour son entourage (famille, aidants, professionnels des secteurs sanitaire, social et médicosocial), les MAIA permettent de construire un parcours de prise en charge personnalisé, élaboré et suivi par un gestionnaire de cas. La méthode MAIA est une démarche innovante qui va au-delà de la coopération. Elle repose sur le concept d'intégration en engageant une coconstruction d'outils et un partage des actions et des responsabilités entre les acteurs intervenant auprès des personnes âgées en perte d'autonomie.

## Fonctionnement

### Constat
La perte d'autonomie est un risque important pour certaines personnes âgées. L'accompagnement et les réponses apportées sont souvent cloisonnés et fragmentées. Certaines situations, en raison de facteurs multiples (sanitaire, social, familial, financier...), sont jugées complexes à l'issue d'évaluations menées par la MAIA.

### Objectif
Les MAIA sont des dispositifs destinés à planifier un parcours personnalisé d'accompagnement à domicile.
La méthode MAIA œuvre :
- à « la lisibilité du système d’aide et de soins » ;
- à « la simplification et à l’optimisation du parcours des personnes âgées » ;
- au « soutien à domicile des publics concernés, aussi longtemps que possible et dans les meilleures conditions. »

### Réponse et mode d'action
La MAIA constitue un guichet intégré. Après une demande formulée par un particulier et/ou professionnel, la situation de la personne en perte d'autonomie est étudiée par la plateforme MAIA afin de déterminer si elle relève de la gestion de cas. 

À la suite d'une évaluation multidimensionnelle rapide (et, si nécessaire, une évaluation complémentaire), une réponse est proposée par rapport aux besoins de la personne (information, orientation, mise en place de soins, de services, de prestations). Il s'agit en fait d'une méthode intensive d’accompagnement.
Entre les acteurs locaux (hôpitaux, EHPAD, accueil de jour, réseaux de santé, SSIAD, SAAD, CCAS, CLIC, associations...), des outils communs de partage de l'information et de pilotage de l'action sont utilisés pour établir une évaluation multidimensionnelle des besoins de la personne afin d'établir un accompagnement personnalisé.
Cette coordination des interventions auprès de personnes âgées en perte d'autonomie favorise le maintien à domicile aussi longtemps que possible et dans les meilleures conditions
Mais attention, la MAIA étudie la situation et met en place la coordination des prises en charge assurées par les différents professionnels et structures cependant la MAIA ne reçoit pas de public.
Contrairement à ce que la première signification de l'acronyme pouvait laisser penser (Maison pour l'Autonomie et l'Intégration des malades d'Alzheimer), la MAIA n'est pas une structure d'accueil. La MAIA est une méthode qui repose sur un processus de travail collaboratif.

### Public concerné et acteurs de la coordination
Les MAIA visent les personnes âgées de 60 ans et plus, avec troubles cognitifs et perte d'autonomie, souvent en raison d'une maladie neurodégénérative.
3 critères doivent être réunis pour justifier le suivi par un gestionnaire de cas MAIA :
- Situation instable (problèmes d'autonomie fonctionnelle, dans le champ médical et d'autonomie décisionnelle)
- Aides et soins insuffisants ou inadaptés
- Pas de personne ressource ou d'entourage proche susceptible de mettre en place et coordonner les réponses dans la durée

Si les 3 critères sont validés, les MAIA mettent en place un accompagnement à différents niveaux : 
- au niveau des personnes fragiles elles-mêmes. L'entourage (famille, amis, voisinage) peut également contribuer à cet accompagnement.
- au niveau des professionnels libéraux (médicaux et paramédicaux) ainsi que des services et établissements des secteurs sanitaire (centre hospitalier, hôpital psychiatrique, centre de gériatrie), social (ex. Caisse de retraite, Assurance maladie & mutuelle, CCAS, CMS, service de tutelle) et médico-social (ex. petites unités de vie);

(Pour les personnes de moins de 60 ans, c'est la MDPH qui joue le rôle de coordination des acteurs intervenant au titre de l'accompagnement des personnes handicapées.)

### Professionnels et intervenants
Le pilote MAIA est chargé localement d'animer la méthode MAIA et de veiller à la coordination des interventions de chacun des acteurs sur le territoire considéré.
Le gestionnaire de cas est le référent des situations complexes. Il met en œuvre l'accompagnement individualisé de la personne âgée, souvent après signalement par des professionnels. Le gestionnaire de cas est la charnière entre la personne suivie, son médecin traitant et les différents professionnels.
Les tables de concertation sont des espaces collaboratifs constitués, d'une part de responsables de services pour la table tactique (au niveau local) et, d'autre part des décideurs et financeurs pour la table stratégique (au niveau départemental).
Outre le pilotage régional géré par des professionnels de l'ARS, il existe aussi un pilotage national géré par l'Équipe Projet Nationale de la CNSA.

### Secteur d'action
La méthode MAIA s'applique en France sur un territoire infradépartemental, à un échelon de proximité, pour s'adapter aux diversités locales. En plus du pilote de la MAIA locale, ce sont généralement 3 gestionnaires de cas qui sont amenés à intervenir sur la zone considérée
Outre les départements de France métropolitaine, les collectivités d'Outre mer sont également susceptibles d'accueillir ce genre de dispositif.

## Le projet MAIA et l'intégration
L'intégration est un modèle d'organisation qui est plus qu'une simple collaboration, c'est la mise en synergie des ressources et acteurs locaux des champs sanitaire, social et médico-social.
Le porteur de projet doit être une structure ou un organisme à but non lucratif, susceptible, sur le territoire considéré, de mobiliser les acteurs locaux : un service du Conseil Départemental (ex CMS), un Centre communal d'action sociale (CCAS), un centre local d'information et de coordination (CLIC), un réseau de santé, un établissement de santé, une association d'usagers...
Un pilote MAIA est alors nommé. Il est le "chef d’orchestre" qui impulse la démarche et assure l’articulation entre tous les acteurs.

## Cadre juridique

### au niveau légal
- Art. L113-3 du CASF : définition des MAIA
- Art. L14-10-5 du CASF : financement des MAIA par la CNSA
- Art. L1431-2 du Code de la santé publique modifié par la loi du 26 janvier 2016 : missions et compétences des ARS concernant le financement et le suivi du respect du cahier des charges des MAIA
- Art. L52 de la loi no 2015-1776 relative à l'Adaptation de la Société au Vieillissement (ASV) : modification de l'acronyme MAIA et dérogation possible au secret professionnel et au partage d'informations pour les professionnels agissant dans le cadre des MAIA

### au niveau réglementaire
- décret no 2011-1210 du 29 septembre 2011 : approbation du cahier des charges des MAIA
- circulaire annuelle : conditions de déploiement des nouveaux dispositifs MAIA
- Arrêté du 16 novembre 2012 : référentiel d'activités et de compétences des gestionnaires de cas

## Financement
Avec le plan Alzheimer 2008-2012, 1,6 milliard d’euros étaient prévus sur 5 ans pour renforcer la coordination entre tous les intervenants en créant des MAIA.
Depuis lors, des appels à candidatures sont lancés annuellement pour le déploiement des dispositifs MAIA.
Le financement des MAIA est prévu sur le budget de la CNSA dont le directeur arrête chaque année la répartition régionale de l’enveloppe. 

Pour la création d'une nouvelle MAIA, une convention de financement (annuelle ou pluriannuelle) entre l’Agence régionale de santé (ARS) et le porteur de projet MAIA doit être conclue.

Pour achever la couverture territoriale de l'offre, il est prévu le financement de 50 dispositifs MAIA en 2015 et de 50 dispositifs MAIA en 2016.

Dans le cadre du plan maladie neurodégénérative 2014-2019, 28M€ sont prévus, sur 5 ans, pour la création de MAIA.

## Historique
La signification de l'acronyme a été modifiée. À l'origine, MAIA renvoyait à Maison pour l’Autonomie et l’Intégration des malades d’Alzheimer.
Il correspond aujourd'hui à Méthode d'action pour l'intégration d'aide et de soins dans le champ de l'autonomie.
Fin 2007, le rapport Menard a insisté sur la nécessité d’organiser et de fédérer une prise en charge globale autour et pour le bénéfice de la personne malade et de ses aidants. Le Plan Alzheimer et maladies apparentées 2008-2012 s'est appuyé sur ce rapport.
La création des MAIA a été prévue dans le cadre du Plan Alzheimer et maladies apparentées 2008-2012. Les mesures phares de ce plan sont l'amélioration du diagnostic, du soin et de l'accompagnement par la mise en place de ces MAIA et de coordonnateurs sur l'ensemble du territoire national. Le soutien à domicile est renforcé ainsi que le développement de structures de répit. La recherche scientifique est également stimulée.
Depuis 2008, c'est la CNSA qui est chargée de la mise en œuvre de MAIA.
En 2009, un décret définit le cahier des charges des maisons pour l'autonomie et l'intégration des malades d'Alzheimer. Une expérimentation est alors lancée sur 17 territoires.
Fin 2011, le déploiement est généralisé.
En 2012, une circulaire annonce le déploiement des MAIA (mesure 4 du Plan Alzheimer).
Fin 2013, 202 dispositifs MAIA étaient déployés sur le territoire national.
En 2014, le déploiement se poursuit avec l'objectif d'un maillage complet du territoire. Le Plan Maladies NeuroDégénératives (PMND) 2014-2019 poursuit les grandes lignes du Plan Alzheimer 2008-2012 mais s'étend à d'autres maladies neurodégénératives comme la maladie de Parkinson et la sclérose en plaques (SEP).
En 2015, il y avait 255 MAIA en France.
En 2016, la CNSA annonce que plus de 6 communes sur 10 sont couvertes par 302 dispositifs. 50 autres sont en cours de déploiement .
Une liste des MAIA est disponible sur le site officiel du plan Alzheimer.